# Horo (Umhang)

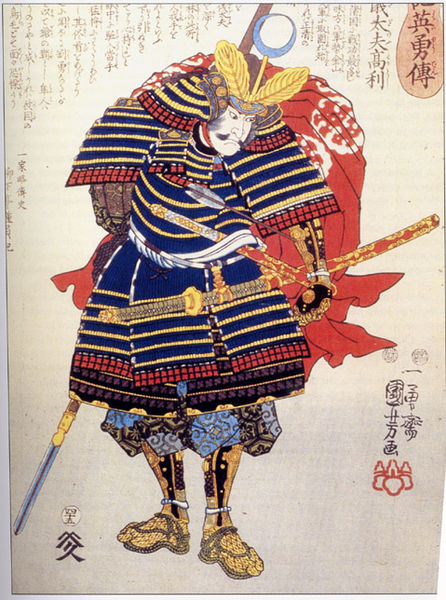
Darstellung eines Samurai mit Horo, Farbholzschnitt von Kuniyoshi, um 1850

Der Horo (jap. 母衣) ist ein Umhang aus Japan.

## Beschreibung
Der Horo besteht aus Seide und Rattan, Walknochen und Bambusruten. Die Ruten werden so zusammengebunden, dass sie eine nach vorn offene Kugel oder einen Korb bilden. Die Ruten sind an einer Halterung befestigt, die auf dem Rücken eines Reiters angebunden werden kann. Zum Transport liegen die Ruten gerade nebeneinander und werden zum Gebrauch, ähnlich einem Regenschirm, aufgespannt, und an dem unteren Teil der Haltevorrichtung festgebunden. Sie bilden dabei eine Kugel- oder Korbform. Über das Gestell aus den Ruten wird eine Hülle aus Seide gespannt, die durch Schlaufen am Stoff mit den Ruten verbunden werden kann. Beim Reiten bläht sich der Horo durch die von vorn eindringende Luft auf. Er deckt dann den kompletten Rücken des Reiters ab. Durch den Gegendruck der eindringenden Luft sowie die Nachgiebigkeit der Seide ist es möglich, mit dem Horo Bogenpfeile abzufangen.
Der Horo hat außerdem eine für Japaner sehr wichtige symbolische Bedeutung. Er wurde nur von hochrangigen Samurai benutzt. Wenn ein Samurai in der Schlacht getötet wurde, erkannte der Gegner am Horo den hohen Rang des Trägers, und so konnte der Körper des Gefallenen mit dem ihm gebührenden Respekt behandelt werden. Es gibt in Japan die Regel: „Wenn du einen Feind getötet hast, der den Horo trägt, wickele seinen Kopf in ein Stück des Horo.“ Das Durchschneiden der Halteseile des Horo deutete ebenfalls eine Aufgabe des Kampfes und die Bereitschaft zum Seppuku an. Im Kampf auf See oder wenn nicht genug Raum zum Tragen des Horo war, wurde er durch eine spezielle, kurze Standarte angedeutet, die wie eine Wappenstange (Sashimono) am Rücken getragen wurde.